# Crystal Langhorne
Crystal Allison Langhorne (New York, 27 ottobre 1986) è un'ex cestista statunitense, professionista nella WNBA.

## Carriera
È stata selezionata dalle Washington Mystics al primo giro del Draft WNBA 2008 (6ª scelta assoluta).

## Palmarès
- Campionessa NCAA (2006)
- Campionato WNBA: 2

Seattle Storm: 2018, 2020
- WNBA Most Improved Player (2009)
- All-WNBA Second Team (2010)